# دودو أوات
دودو أوات (بالعبرية: דודו אוואט‏) (مواليد 17 أكتوبر 1977 في الناصرة العليا - إسرائيل) لاعب كرة قدم إسرائيلي معتزل، كان يلعب في مركز حارس المرمى. لعب أوات في عدة فرق إسرائيلية، ثم انتقل إلى إسبانيا في 2003، ولعب لأندية رسينغ سانتاندر، ديبورتيفو لاكورونيا وريال مايوركا، وشارك في 303 مباراة بالدوري الإسباني لكرة القدم.
أيضًا شارك أوات في 78 مباراة لمنتخب إسرائيل لكرة القدم، على مدار 14 عامًا.

## مسيرته الكروية
لعب دودو أوات خلال مسيرته الاحترافية مع 5 أندية في ثمانية عشر موسمًا ولم يسجل خلالها أي هدف ضمن 496 مباراة. ولم يفز بأي موسم بالكأس وفاز في موسمين بالدوري.
خاض دودو أوات مسيرته مع نادي هبوعيل حيفا في موسم 1997–98 ليلعب معه أربعة مواسم، مشاركًا في 125 مباراة ولم يسجل أي هدف. ثم انتقل إلى نادي مكابي حيفا في موسم 2001–02 ولمدة موسمين، حيث شارك في 60 مباراة ولم يسجل أي هدف أيضًا. لينتقل بعدها إلى نادي راسينغ سانتاندير في موسم 2003–04 واستمر معه طيلة ثلاثة مواسم، مشاركًا في 78 مباراة ولم يسجل أي هدف أيضًا. ثم انتقل إلى نادي ديبورتيفو لاكورونيا في موسم 2006–07 واستمر معه طيلة ثلاثة مواسم، مشاركًا في 66 مباراة ولم يسجل أي هدف أيضًا. هذا وانتقل لاحقًا إلى نادي ريال مايوركا في موسم 2008–09 ليلعب معه ستة مواسم، مشاركًا في 167 مباراة ولم يسجل أي هدف أيضًا.

## وصلات خارجية
- Mallorca official profile
- Real Mallorca bio (بالإسبانية)
- BDFutbol profile
- دودو أوات على موقع الاتحاد الدولي (مؤرشف)  (الإنجليزية)
- دودو أوات على موقع قاعدة بيانات كرة القدم.إي يو (الإنجليزية)
- دودو أوات على موقع ليكيب (الفرنسية)
- دودو أوات على موقع ناشيونال فوتبول تيمز (الإنجليزية)
- دودو أوات على موقع Soccerway.com (الإنجليزية)
- دودو أوات على موقع كووورة
- دودو أوات على موقع AS.com (الإسبانية)
- Soccerway profile